# Gentiana tentyoensis
Gentiana tentyoensis är en gentianaväxtart som beskrevs av Masamune. Gentiana tentyoensis ingår i släktet gentianor, och familjen gentianaväxter. Inga underarter finns listade i Catalogue of Life.